# Hans Zenker
Hans Zenker, né le 10 août 1870 à Bielitz en Silésie autrichienne et mort le 18 août 1932 à Göttingen, est un officier de marine de la marine impériale allemande qui combattit à la Première Guerre mondiale et qui termina sa carrière avec le grade d'amiral.

## Biographie
Zenker entre dans la marine impériale le 13 avril 1889. Il devient commandant de bord de différents navires de guerre, parmi lesquels des torpilleurs, les croiseurs auxiliaires SMS Lübeck en 1911, SMS Cöln en 1912-1913, et surtout le croiseur SMS Von der Tann, qu'il commande en tant que capitaine de vaisseau à la bataille du Jutland.
L'amiral Zenker fait partie, pendant la guerre, du grand quartier de la marine allemande.  Il soutient les idées de l'amiral von Tirpitz, partisan de l'offensive à outrance. Il sert en tant que chef de département à l'état-major de l'amirauté en 1917 et il est responsable en 1918 de la sécurité de la mer du Nord, jusqu'à la fin de la Guerre de 1914-1918. Il reste en fonction lorsque l'Empire s'écroule et devient inspecteur de l'artillerie de marine et de 1920 à 1923 chef de la base navale de la mer du Nord, avec la haute responsabilité de la marine, dont les forces et les unités sont étroitement limitées par le traité de Versailles.
Il est nommé amiral chef de la direction de la marine, le 1er octobre 1924 et devient donc le responsable suprême de la marine de la république de Weimar, la Reichsmarine. Malgré les limitations imposées à l'Allemagne, Zenker parvient à faire construire de nouveaux navires, tandis que des discussions stratégiques sont menées à propos de l'utilité des cuirassés de la Deutsche-Klasse. C'est sous son commandement qu'éclate en 1927-1928 le scandale de l'affaire Lohmann, à propos de caisses noires de la marine, pratique demeurée dans l'ombre jusqu'alors. L'amiral est démissionné par le ministre de la Défense, Wilhelm Groener, le 30 septembre 1928.
Il passe ses dernières années à Osterode am Harz. Son fils Karl-Adolf Zenker (de) fut inspecteur de la marine de 1961 à 1967.